# Daniele Comboni
Daniele Comboni (Limone sul Garda, 15 de març de 1831 - Khartum, Sudan, 10 d'octubre de 1881) fou un missioner italià a l'Àfrica, bisbe catòlic i fundador de la congregació dels Missioners Combonians del Cor de Jesús i de les Germanes Missioneres Pies Mares de la Negritud. És venerat com a sant per l'Església catòlica.

## Biografia
Era fill de Domenica Pace i de Luigi Comboni, bracers, i l'únic dels vuit fills que van sobreviure. El 20 de febrer de 1843 marxà a Verona a un institut per a nois amb pocs recursos fundat pel sacerdot Nicola Mazza. Hi estudià i Mazza inculcà a Comboni l'amor per l'Àfrica i les missions. Ja d'adolescent decidí de fer-se sacerdot i marxar a Àfrica com a missioner. Cinc anys més tard estudià filosofia i teologia i s'ordenà sacerdot el 31 de desembre de 1854 de mans del bisbe de Trent, el beat Giovanni Nepomuceno de Tschiderer.
El 8 de setembre de 1857 marxà cap a l'Àfrica central, a l'actual Sudan, amb altres quatre sacerdots deixebles de Mazza (Giovanni Beltrame, Alessandro Dal Bosco, Francesco Oliboni i Angelo Melotto) i el laic Isidoro Zilli. Comboni, de 27 anys, n'era el més jove. En quatre mesos arribaren a Khartoum, on Dal Bosco restà com a procurador. El 14 de febrer de 1858 els altres cinc arribaren a la missió de la Santa Creu, on romangueren prop d'un any.
Tornà a Itàlia el 1859, malalt de malària, i continuà la seva obra en pro de les missions africanes: el seu lema era O negritud o mort. El 1864, a Roma, va concebre el seu Pla per a la regeneració d'Àfrica, en la línia de l'ideal de Mazza, però abocant-hi la seva experiència africana. Comboni confiava en la capacitat dels pobles africans i preveia la fundació d'escoles per formar-hi metges, educadors, preveres i germanes, en llocs on el clima fos suportable per als europeus. De 1864 al juny de 1865 va fer un viatge per Europa per fomentar l'obra missionera a Àfrica: a Colònia (Alemanya) va trobar finançament.
L'1 de juny de 1867 fundà un institut religiós de missioners, el futur dels Missioners Combonians del Cor de Jesús, i el 1872 un institut de germanes, les Germanes Missioneres Pies Mares de la Negritud. El mateix any començà a publicar una revista que, déu anys després, rebrà el títol de Nigrizia (Negritud). El 1870 participà en el Concili Vaticà I, on presentà una petició a favor de l'evangelització de l'Àfrica Central: Postulatum pro Nigris Africæ Centralis.
El 1872, Pius IX decidí de confiar als combonians les missions a l'Àfrica Central, i el 31 de juliol de 1877 Comboni fou nomenat bisbe de la regió i Vicari Apostòlic de l'Àfrica Central: rebé l'ordenació episcopal el 12 d'agost. El 27 de novembre de 1880, embarcà a Nàpols en el seu vuitè viatge a Àfrica, i l'estiu de 1881 explorà les muntanyes de Núbia. Hi lluità contra l'esclavitud i morí a Khartum el 1881 a causa d'una epidèmia de còlera.

## Veneració
Fou canonitzat per Joan Pau II el 5 d'octubre de 2003.